# Hamcearca
Hamcearca es una comuna ubicada en el distrito de Tulcea, Rumania.

## Superficie
Posee una superficie de 127,0 kilómetros cuadrados.

## Demografía
Hasta 2021 la población era de 1334 habitantes, con una densidad de población de 10,50 habitantes por kilómetro cuadrado.